# Aranyosgadány
Aranyosgadány ist eine ungarische Gemeinde im Kreis Pécs im Komitat Baranya. Sie besteht aus den Ortsteilen Aranyos und Gadány.

## Geografische Lage
Aranyosgadány liegt ungefähr 12 Kilometer südwestlich des Zentrums der Stadt Pécs. Die Nachbargemeinde Zók befindet sich zwei Kilometer nordwestlich.

## Geschichte
Die Gemeinde entstand 1941 durch den Zusammenschluss der Orte Pécsaranyos und Keménygadány.

## Söhne und Töchter der Gemeinde
- László Papp (* 1946), Zoologe
- Lajos Papp (* 1948), Herzchirurg

## Sehenswürdigkeiten
- Kalvarienberg (Kálvária)

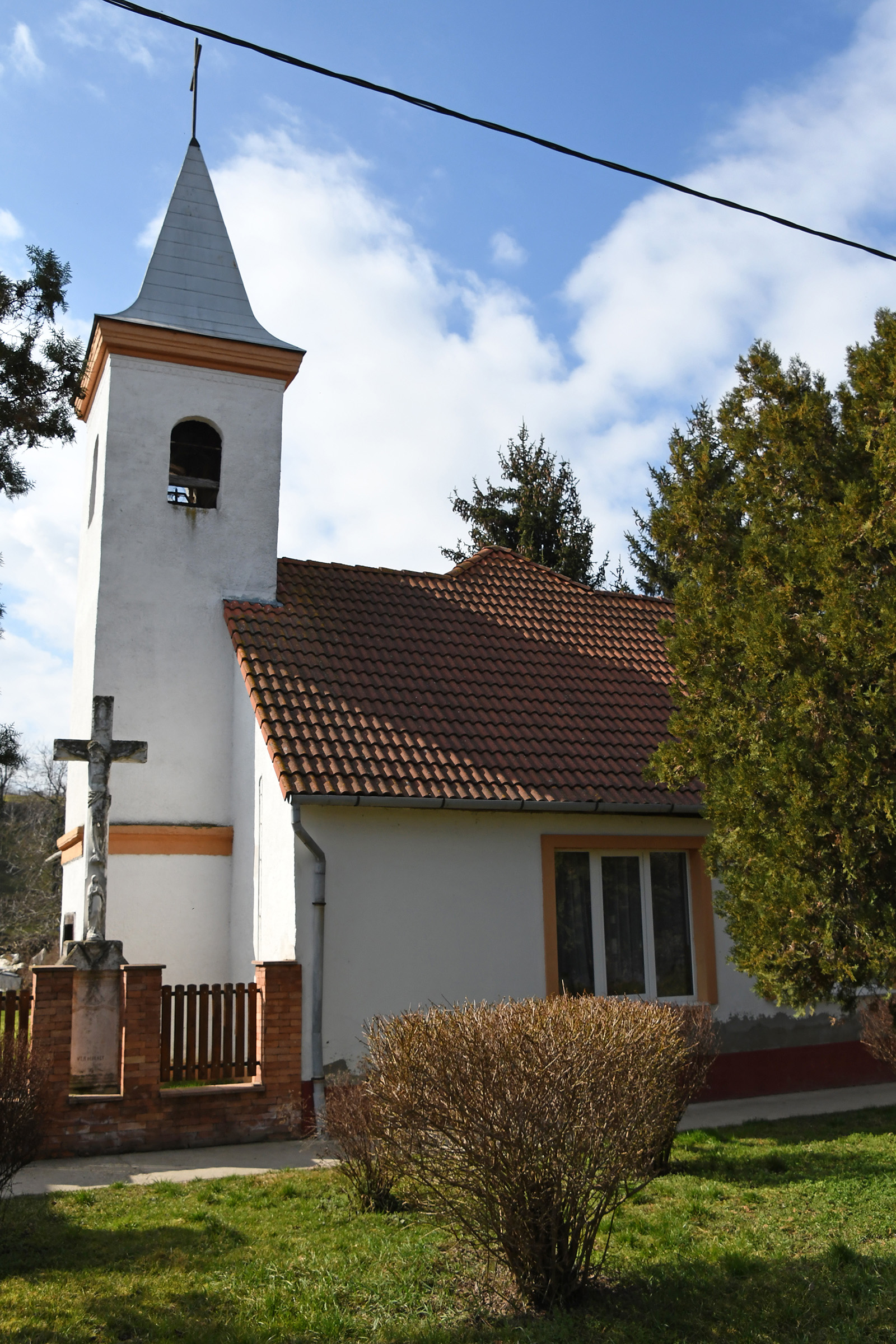
Römisch-katholische Kirche Szent László király iskolakápolna
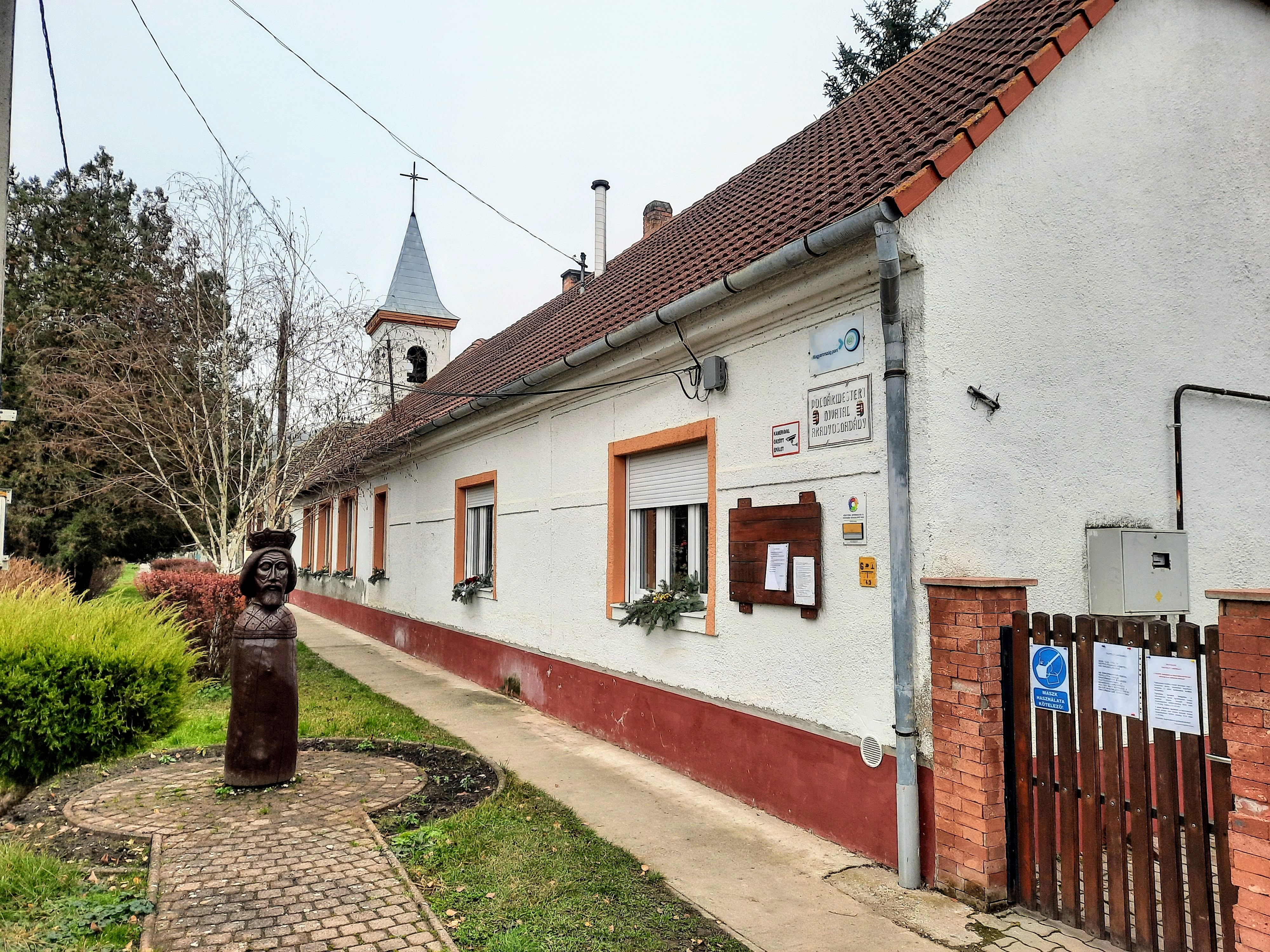
Bürgermeisteramt

- Takács-Kreuz (Takács-kereszt)

- Römisch-katholische Kirche Szent László király iskolakápolna
- Bürgermeisteramt

## Verkehr
Durch Aranyosgadány verläuft die Nebenstraße Nr. 58102. Es bestehen Busverbindungen über Pellérd nach Pécs sowie über Zók nach Bicsérd, wo sich der nächstgelegene Bahnhof befindet.